# Villa Vecchia
La Villa Vecchia è un parco storico nato sui luoghi di un giardino risalente al 1600 annesso all'ex monastero di Santa Maria di Costantinopoli della città di Cosenza.

## Descrizione
Si tratta di un giardino comunale che si estende fino alle pendici di colle Guarassano ed al sottostante rione dello Spirito Santo, in un'area di circa 30.000 metri quadri a piazza XV Marzo, nel centro storico della città. Situata nei pressi del Palazzo del Governo, sede della Provincia, presenta diverse entrate e si dispone su un profilo altimetrico compreso tra 275 e 240 metri s.l.m. L'ingresso monumentale è ubicato su via Petrarca affiancato dalla scalinata di accesso ai giardini, mentre l'ingresso principale si apre sullo spazio antistante il Teatro Alfonso Rendano, l'unico teatro di tradizione della regione Calabria, ristrutturato nel 2002-2003.
Lo spazio della villa disposta su più livelli con terrazzamenti si sviluppa intorno a viale Guicciardi, asse realizzato nel 1870, che è sottolineato da un doppio filare di lecci nel tratto iniziale e da una serie di platani nel tratto terminale. Le altre specie arboree presenti sono acacie, pioppi, querce, palme e ippocastani. Nel corso dei secoli l'impianto strutturale ha subito diversi ampliamenti e risistemazioni. Nel 1878 il comune di Cosenza deliberò uno dei primi interventi di restyling con la creazione di un'area circolare originariamente destinata ad essere un anfiteatro a cui fecero seguito all'inizio del Novecento l'introduzione del gazebo e l'inaugurazione della vasca della Venere. Nel 1932 venne introdotto l'ingresso monumentale di via Petrarca e una generale rivisitazione della parte alberata nella zona bassa della villa. Tra i monumenti presenti vi è posto all'ingresso il Monumento ai martiri o Statua Italia eretto in piazza XV Marzo nel 1878 in onore dei protagonisti dei moti risorgimentali del 1844, per volontà dello scultore Giuseppe Pacchioni, uno dei superstiti del gruppo dei Fratelli Bandiera. La statua di marmo bianco stringe con il braccio sinistro la bandiera raccolta e con la mano destra (mutila) ed ha il capo cinto da una corona d'alloro che simboleggia l'Italia libera. La lapide sul piedistallo riporta un'iscrizione di Giosuè Carducci con i nomi dei patrioti cosentini che combatterono il 15 marzo 1844 nei moti insurrezionali e dei Fratelli Bandiera fucilati insieme a 7 compagni il 25 luglio 1844. Nella villa si svolgono alcune manifestazioni culturali del comune.

## Galleria d'immagini

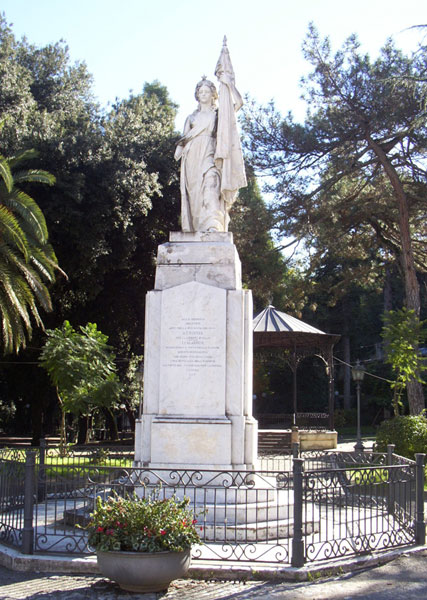
Monumento ai martiri all'ingresso della villa
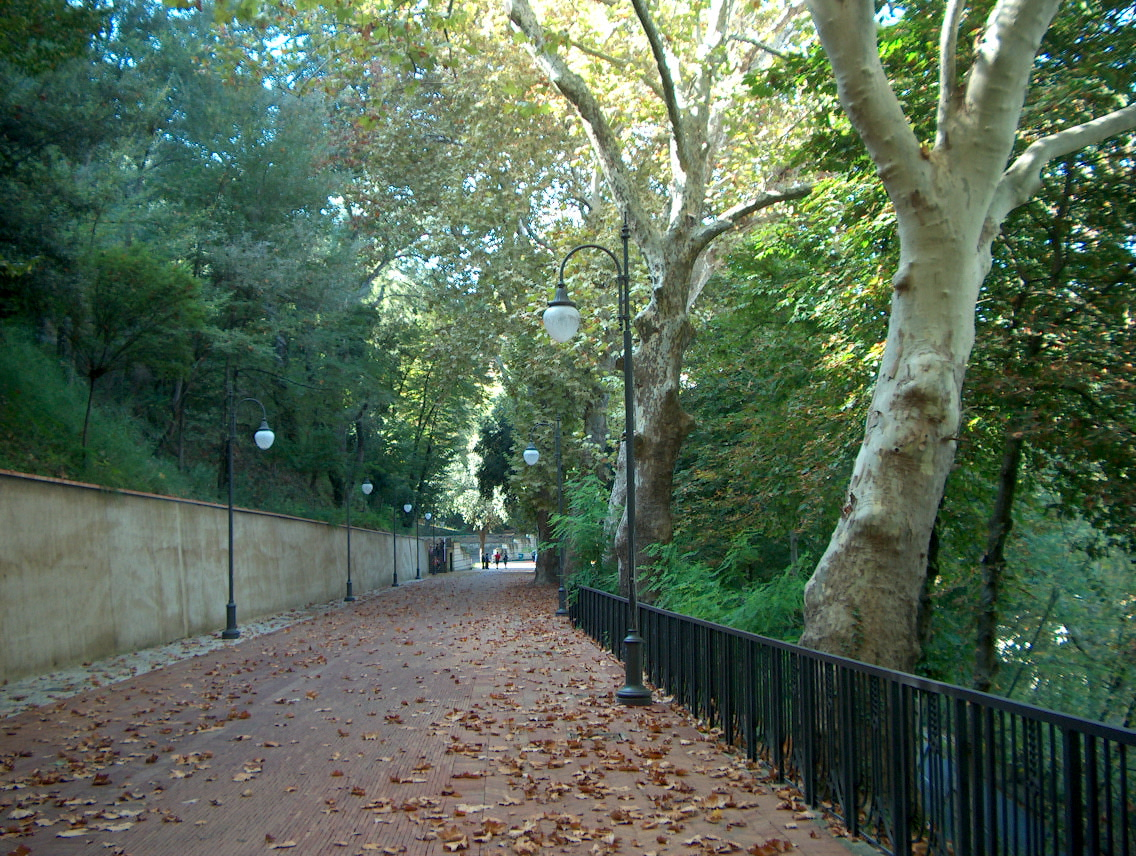
Il viale principale
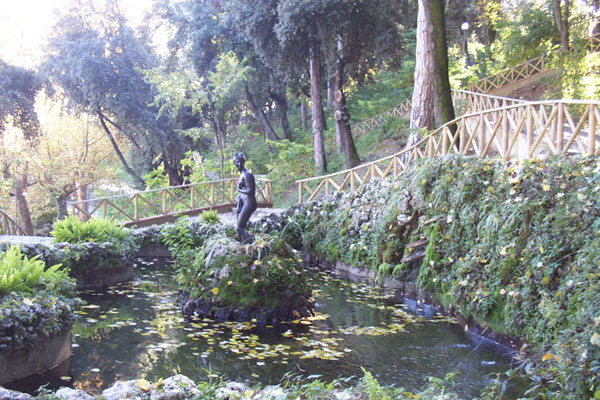
Una delle fontane
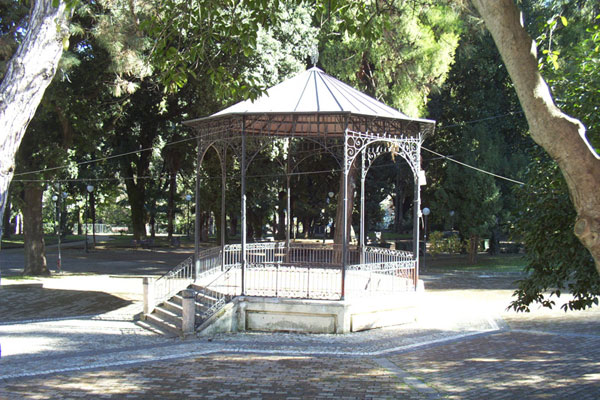
Il gazebo
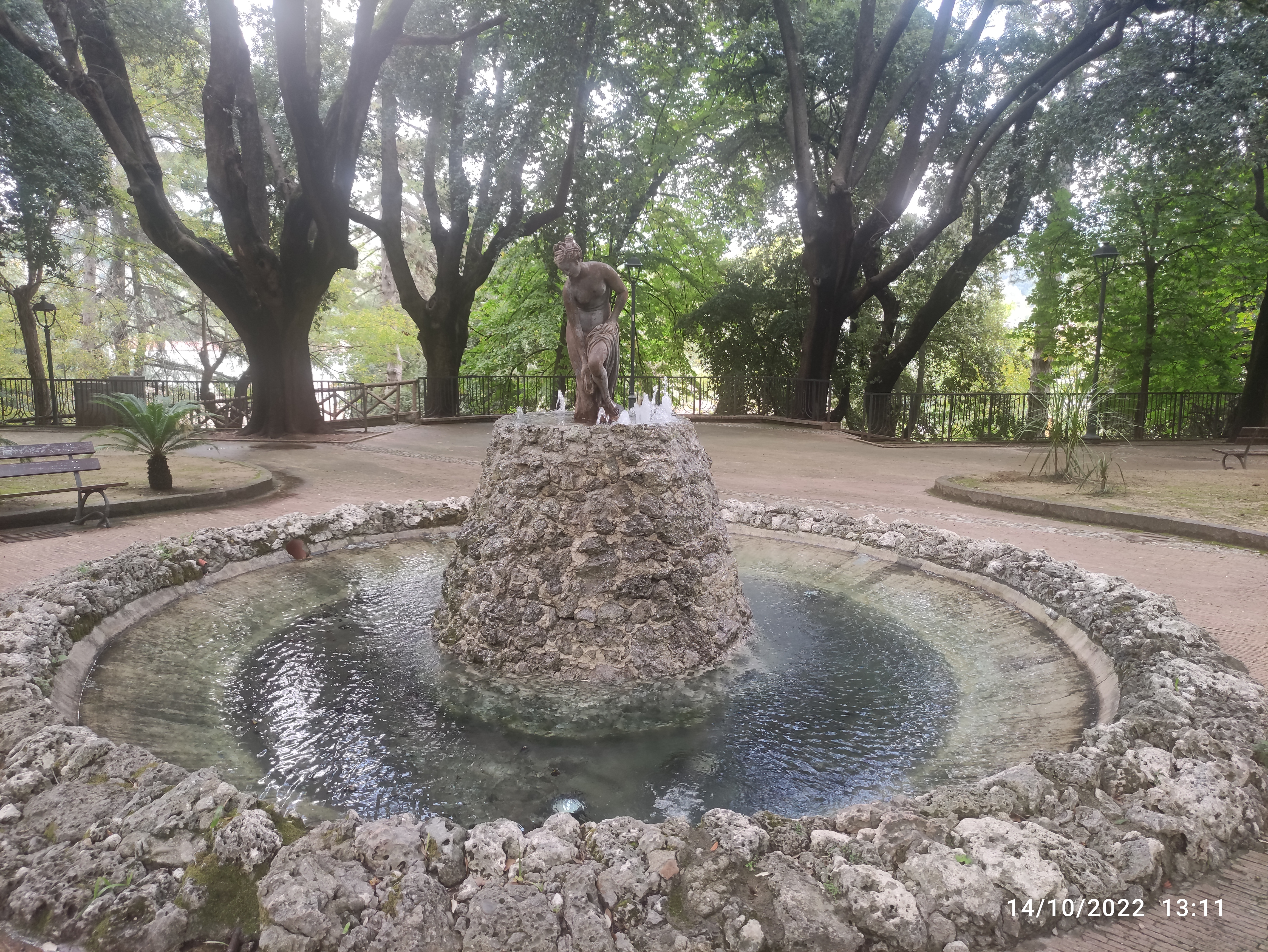
Una delle fontane